# Oxford Union Society
L'Oxford Union Society, communément appelée simplement Oxford Union, est une société de débat dans la ville d'Oxford, en Angleterre, dont les membres proviennent principalement de l'université d'Oxford. Fondée en 1823, c'est l'une des plus anciennes associations étudiantes britanniques et l'une des plus prestigieuses au monde. L'Oxford Union Society est indépendante de l'université d'Oxford et est distincte de l'Oxford University Student Union.
L'association a accueilli des invités prestigieux, tels que Ronald Reagan, Jimmy Carter, Richard Nixon, Bill Clinton, Winston Churchill, Margaret Thatcher, David Cameron, Theresa May, Malcolm X, le dalaï-lama, mère Teresa, Mahathir Mohamad, etc.
Judith Okely est la première femme admise dans l'Oxford Union Society.